# Секс-вайф

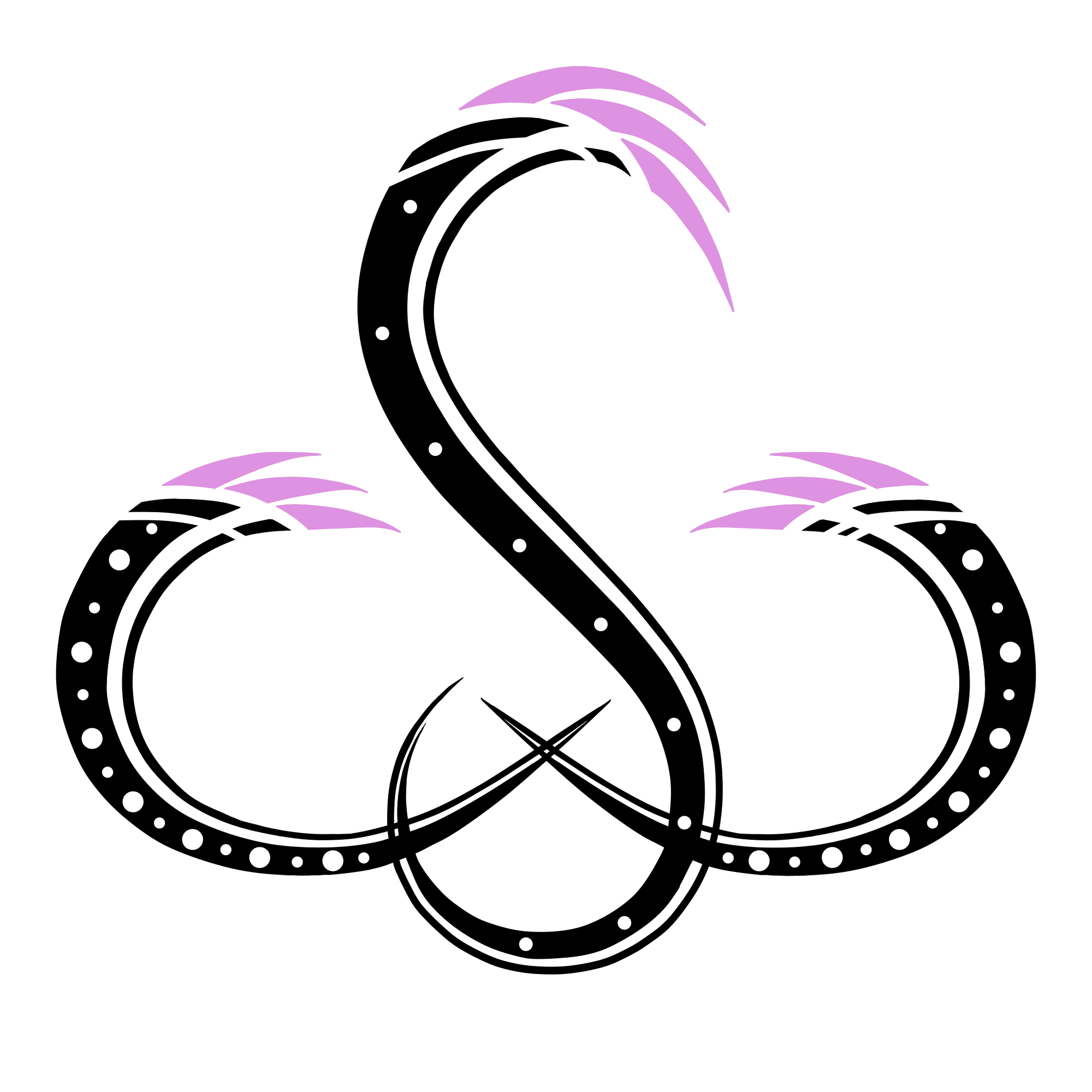
Символ, що визначає секс-вайф (використовується у ювелірних прикрасах)

Секс-вайф (англ. sex wife) — соціальна та сексуальна практика, в рамках якої дружина згодна на сексуальні відносини з іншими партнерами за відома та згодою свого чоловіка. Часто ця практика асоціюється з субкультурою «куколдінгу», де чоловік отримує емоційне задоволення від того, що дружина має сексуальні відносини з іншими, іноді беручи у цьому певну участь або будучи свідком цих відносин.

## Характеристика
Відмінною особливістю практики є відсутність вимоги до побудови емоційних чи романтичних відносин між дружиною та її іншими сексуальними партнерами, акцент робиться на сексуальній свободі та експериментуванні. Однак, важливими є також взаємна довіра та повага між подружжям, а також вміння відкрито обговорювати сексуальні бажання та межі.
Практика секс-вайф часто побудована на основах взаємної довіри та відвертості всередині подружжя, а також здатності вирішувати можливі емоційні чи романтичні комплікації. Для деяких пар така практика може посилювати інтимність та спільний сексуальний досвід.
Секс-вайф може впливати на подружні стосунки позитивно, зміцнюючи їх через збільшення довіри та відкритості, але також має потенціал для породження комплексних емоційних викликів і можливих конфліктів. Соціальні норми, законодавчі обмеження та культурні упередження можуть робити цю практику складною для відкритого прийняття в деяких суспільствах.
Існує сексуальна практика, яка своїми ознаками перегукується із терміном секс-вайф. Дослідниця Лаура Файнгольд зазначає, що порівняльний аналіз між концепціями "секс-вайф" та "хот-вайф" розкриває ключові відмінності в організації відносин та рольовому розподілі між партнерами. У першому випадку, "секс-вайф", відзначається вираженим жіночим впливом та самостійністю у прийнятті рішень щодо стосунків, що може включати ініціювання знайомств та зміну партнерів. Чоловік може бути пасивним спостерігачем або брати участь, проте основне задоволення йому надходить від сприйняття фото/відеозвітів "невірності" дружини.
У той час як "хот-вайф" визначається більш активною роллю чоловіка у контролі та організації подій. Чоловік має повний контроль над процесом, навіть якщо дружина може виходити на побачення без його участі. У цьому випадку, жінка хот-вайф є об'єктом пишання для чоловіка, що виявляється в довірі та пишанні перед іншими чоловіками. Отже, хоч обидва концепти відображають відкритість у відносинах, вони відрізняються ступенем контролю та активності між сторонами.